# Takeji Iwamiya
Takeji Iwamiya (岩宮 武二, Iwamiya Takeji) (1920-1989) est un photographe japonais particulièrement connu pour sa description de l'architecture, des jardins et de l'artisanat japonais.

## Carrière
Takeji Iwamiya naît le 4 janvier 1920 à Yonago (préfecture de Tottori), au Japon, second fils de parents qui tiennent un magasin de confiseries traditionnelles. Un de ses oncles possède un studio de photographie commerciale, ce qui dirige l'intérêt de l'enfant pour la photographie, mais comme élève de l'école secondaire, il est plus intéressé par le baseball. Après l'obtention de son diplôme d'études secondaires, il travaille au grand magasin Hankyū à Umeda (Osaka), où il adhère au club photographique de Mitsuwa (ミツワ写真クラブ, Mitsuya shashin kurabu), dirigé par Bizan Ueda et Nakaji Yasui. À la suite du succès à un concours photographique organisé par l'Asahi Shinbun, Iwamiya est invité à se joindre au club photographique Tampei et devient assistant de celui de Yasui. Il intègre les Nankai Hawks en 1939 mais les quitte après six mois et en 1941 est envoyée en Mandchoukouo comme photographe,.
Iwamiya retourne au Japon avant la fin de la guerre et après la guerre, ouvre un magasin de tirage de photos sur une base américaine à Sannomiya (Kobe). Tandis qu'il récupère de la tuberculose en 1954, il photographie une usine de mannequins à proximité d'Osaka; ces photographies remportent la médaille d'or au deuxième concours de photo Fuji et sont exposées à la galerie Matsushima (松島ギャラリー), Matsushima gyararī) dans l'arrondissement de Ginza (Tokyo), ce qui constitue la première exposition personnelle d'Iwamiya. Il expose également en Allemagne de l'Ouest, et à cette époque fait la connaissance de Ken Domon, qui exerce une grande influence sur lui. En 1955, il crée Photos Iwamiya (岩宮フォトス), Iwamiya fotosu) pour la photographie commerciale. Les photos que prend Iwamiya de l'île Sado sont exposées au Salon photo Fuji d'Osaka et ailleurs en 1956 ; elles paraissent ensuite sous forme de livre,.
Deux des apprentis d'Iwamiya deviennent de célèbres photographes à part entière. Seiryū Inoue, qui rejoint le studio d'Iwamiya en 1951, est encouragé par celui-ci dans son travail à Kamagasaki. Daidō Moriyama qui rejoint le studio d'Iwamiya en 1959, est pris sous son aile par Inoue jusqu'au départ de Moriyama pour Tokyo en 1961,.
À partir de 1962, Iwamiya publie un nombre considérable de livres, la plupart représentant l'architecture et l'artisanat japonais; plusieurs d'entre eux remportent des prix. En 1966, il devient professeur à l'université des arts d'Osaka,.
Iwamiya meurt à Osaka la 26 juin 1989,.

## Expositions

### Expositions personnelles
- 岩宮武二展 (Iwamiya Takeji-ten?), Salon photo Fuji (Osaka), Matsushima Gallery, Tokyo, 1955[3],[4].
- 佐渡 (Sado?), Salon photo Fuji, Osaka, Matsushima Gallery, Tokyo, 1956[3],[4], (photographies de l'île Sado)
- ハワイ (Hawaii?), Takashimaya, Osaka, Salon photo Fuji, Tokyo, 1960[3],[4], (photographies d'Hawaii)
- かたち (Katachi?), Takashimaya, Osaka, Salon photo Fuji, Tokyo, 1963[3],[4].
- アンコールワット (Ankōru Watto?), Ginza Salon Nikon, Tokyo, 1964[3],[4], (photographies d'Angkor Wat)
- 宮廷の庭 (Kyūtei no niwa?), Sogo (Kobe), 1968[3],[4].
- Expo'70岩宮武二写真展 (Expo '70 Iwamiya Takeji shashin-ten?), grand magasin Hanshin, Osaka, 1970[3],[4].
- Foto irasutorēshon arufoto[5] (フォトイラストレーション（アルフォト）?), Imahashi Garō (今橋画廊?), Osaka, Art Gallery U, Tokyo, 1970[4].
- 墨と陶と私と (Sumi to sue to watakushi to?), Pentax Gallery, Tokyo, 1974[4].
- 仏像のイメージ (Butsuzō no imēji?), Takashimaya (Kyoto), Sogo (Hiroshima), 1976[3].
- 見た・撮った (Mita, totta?), (ナニワフォトピアギャラリー, Naniwa fotopia gyararī?), Osaka, 1974[4].
- (陶板?), Imai Gallery, Osaka, 1975[3],[4].
- 氷海 (Hyōkai?), Shinsaibashi Gallery, Osaka, 1975 (peintures à l'huile)[3],[4]
- 岩宮武二写真展 (Iwamiya Takeji shashin-ten?), Salon photo Fuji, Tokyo, 1976[3],[4].
- 墨と私と (Sumi to watakushi to?), Shinsaibashi Gallery, Osaka, 1977[3].
- 京のかたち (Kyō no katachi?), Asahi Kaikan, Kyoto, 1976[4].
- 岩宮武二写真展 (Iwamiya Takeji shashin-ten?), Asahi Kaikan, Kyoto et Tokushima, 1976[3].
- タピストリーとセリグラフィー (Serigurafī to Tapistorī?), Shinsaibashi Gallery, Osaka, 1977[4].
- シルクスクリーンによる「窓」 (Shirukusukurīn ni yoru 'mado'?), Shinsaibashi Gallery, Osaka et Tottori, 1977[3].
- Works from 30 years, Salon photo Fuji, Tokyo et Osaka, Wakita Gallery (Nagoya), Tokushima Arts Foundation for Culture (Tokushima), Daimaru (Tottori), Imai Gallery (Yonago), 1977[4].
- 墨とセリグラフィ (Sumi to serigurafi?), Iida Garō Bekkan (飯田画廊別館?), Tokyo, 1977[3].
- セリグラフ展 (Serigurafu-ten?), Mingei Garō (民芸画廊?), Kurayoshi, Imai Gallery (Yonago), 1978[4].
- ネパールの貌 (Nepāru no katachi?), Salon photo Fuji, Osaka, Shinjuku Minolta Photo Space, Tokyo, Kathmandu, 1979[4].
- インドにおける佛像・神像・女神像 (Indo ni okeru butsuzō, shinzō, megamizō?), Ban Garow (番画廊, Ban garō?), Osaka, 1980[3],[4].
- Mucho sol 太陽がいっぱい (Mucho Sol: Taiyō ga ippai?), Salon Canon, Tokyo, Osaka et Nagoya, 1980[3].
- 水墨＋印刷インク (Suiboku-ga to insatsu inku?), Nakamura Garō (中村画廊?), Osaka, 1981[4].
- 素描 (Sobyō?), Shinsaibashi Gallery, Osaka, 1981[4].
- 岩宮武二展 (Iwamiya Takeji-ten?), Shinjuku Olympus Gallery, Tokyo, (ナニワフォトピアギャラリー, Naniwa fotopia gyararī?), Osaka, 1981[4].
- 岩宮武二の眼 35年の軌跡展 (Iwamiya Takeji no me: 35-nen no kiseki-ten?), Minolta Photo Space, Osaka, 1981[3],[4].
- フォトラマの旅 インド・ネパール (Fotorama no tabi: Indo, Nepāru?), Salon photo Fuji, Osaka, 1982[3].
- ヨーロッパの光と影 (Yōroppa no hikari to kage?), Minolta Photo Space, Tokyo, 1982[3].
- 記憶 ヨーロッパ紀行 (Kioku: Yōroppa kikō?), Minolta Photo Space, Tokyo, Osaka et Fukuoka, 1982-83[4].
- (書・墨象・素描?), Shinjuku Olympus Gallery, Tokyo, 1982[4].
- 3つのメゾットによる女シリーズ (Mitsu no mezotto ni yoru onna shirīzu?), Chaya Garō (茶屋画廊?), Osaka, 1984[4].
- アンコール (Ankōru?), Ginza Wako Hall, Tokyo, Keihan Gallery of Arts and Science, Osaka, 1987[3],[4].
- Abstraction, Kodak Photo Salon, Tokyo et Osaka, 1987[3],[4].
- The Image of the Buddha, Bijutsu Gyararī Itami (美術ギャラリー伊丹?), Itami, 1987[4].
- Portrait, Pentax Forum, Tokyo et Osaka, 1989[3],[4].
- 今に生きる (Ima ni ikiru?), Navio Art Museum, grand magasin Hankyū, Osaka, 1989[4].
- 岩宮武二展 (Iwamiya Takeji-ten?), Musée d'art municipal de Yonago, Yonago, 1990[3].
- 甦えるボロブドゥール (Yomigaeru Borobudūru?), Salon Nikon, Tokyo et Osaka, 1990[3].
- 今に生きる (Ima ni ikiru?), Photo Salon Fuji, Tokyo et Osaka, 1990[3].
- 岩宮武二作品展 戦後から1970年代までの作家活動 (Iwamiya Takeji sakuhin-ten: Sengo kara 1970 nendai made no sakka katsudō?), JCII Photo Salon, Tokyo, 1996[4].
- 岩宮武二作品展 結界の美 (Iwamiya Takeji: Kekkai no bi?), Photo Art Gallery, (キャノン販売幕張本社ビル フォトアートギャラリー?), Kyanon hanbai Makuhari honsha biru Fotoāto gyararī, Chiba, 1996[4].
- 岩宮武二の写真世界　1946～1975　Works from 30 Years (Iwamiya Takeji no shashin sekai 1946-1975: Works from 30 years?), centre d'art contemporain d'Osaka, Osaka, 2001[4].
- 岩宮武二・今に生きる (Iwamiya Takeji: Ima ni ikiru?), musée des arts et de l'artisanat, Itami, 2001[4].
- 岩宮武二の写真世界/今に生きる (Iwamiya Takeji no shashin sekai / Ima ni ikiru?), Centre d'art contemporain d'Osaka, Osaka, 2001[4].
- Takeji Iwamiya: Photo and Drawing Exhibition. Centre d'art contemporain d'Osaka, Osaka, janvier-février 2007[6].

### Autres expositions
- 東京第一回デモクラート美術展 (Tōkyō dai-ikkai demokurāto bijutsuten?), Matsushima Gallery, Tokyo), 1952[4].
- Tanpei 8-nin shashinten (丹平8人写真展?), Tokyo, 1952[4] (avec huit membres du club photographique Tampei.
- Subjektive Fotografie 2. Sarrebruck 1954-55[3].
- (岩宮武二・堀内初太郎二人展?), avec Hatsutarō Horiuchi, Salon photo Fuji/Fuji Film Gallery, Tokyo, 1955[4].
- (六人展/秋山庄太郎・林忠彦・堀内初太郎・植田正治・緑川洋一・岩宮武二?), Salon photo Fuji/Fuji Film Gallery (Tokyo), 1959[3],[4] (travaux de Shōtarō Akiyama, Tadahiko Hayashi, Hatsutarō Horiuchi, Shōji Ueda et Yōichi Midorikawa).
- 三人展/秋山庄太郎・中村正也・岩宮武二 (Sannin-ten / Akiyama Shōtarō, Nakamura Masaya, Iwamiya Takeji?), Pentax Gallery, Tokyo, 1969[3],[4] (travaux de Shōtarō Akiyama, Masaya Nakamura et Iwamiya).
- 瑛九とデモクラート展 (Ei-Q to Demokurāto-ten?), Umeda Kindai Bijutsukan (梅田近代美術館?), 1974[4]. (photos sur Ei-Q et le « groupe démocrate »).
- 仏像のイメージ展 (Butsuzō no imēji-ten?), Ginza Wako Hall, Tokyo,, centre culturel d'Amagasaki (Amagasaki), musée de l'université Hongik, Séoul, 1975[4].
- Sengo shashin / Saisei to tenkai (戦後写真・再生と展開?) / Twelve Photographers in Japan, 1945-55. Musée préfectoral d'art de Yamaguchi (Yamaguchi), 1990[3]
- 植田正治とその仲間たち展 (Ueda Shōji to sono nakama-tachi: 1935-55?), musée d'art municipal de Yonago (Yonago), 1992[4] (exposition de travaux par Shōji Ueda et ses amis).
- 前田藤四郎・伊藤継郎・岩宮武二 (Maeda Tōshirō, Itō Tsugurō, Iwamiya Takeji?), centre d'art contemporain d'Osaka, mars-avril 2008 (exposition de Tōshirō Maeda, Tsugurō Itō et Iwamiya)[7].

## Œuvres en collections permanentes
Les œuvres d'Iwamiya font partie des collections permanentes des institutions suivantes :
- université des arts d'Osaka[8] ;
- centre d'art contemporain d'Osaka (Osaka)[6] ;
- musée métropolitain de photographie de Tokyo[8] ;
- musée préfectoral d'art de Yamaguchi (Yamaguchi)[8],[9] ;
- musée d'art municipal de Yonago[8].